# Consejo Empresario Argentino
El Consejo Empresario Argentino (CEA) fue una influyente organización patronal en la Argentina creada en 1967. Desapareció en 2002 y fue reemplazado por la Asociación Empresaria Argentina (AEA).

## Historia
El Consejo Empresario Argentino, creado en agosto de 1967, inicialmente formaba parte del Instituto para el Desarrollo de Empresarios en la Argentina (IDEA), nació como una organización de grandes empresarios y organizaciones patronales en especial en la Unión Industrial Argentina,  con el objetivo de hacer lobby ante el gobierno en nombre del sector empresario en su conjunto. Estaba integrado por los grupos económicos más concentrados como Techint, Grupo Macri, Acindar, Pescarmona, Fortabat, Bunge & Born, Garovaglio y Zorraquín (Banco Comercial del Norte), Bulgheroni, Arcor, Astra, Celulosa, Aluar, Soldati, Gotelli, Fate, Perez Companc Family Group, los diarios Clarín (periódico) y La Nación (Argentina) y otros.
Desde su origen, adquirió un carácter definidamente político, con una marcada posición ideológica liberal, partidaria del libre mercado y del libre comercio, donde gozaron de gran influencia los empresarios provenientes del sector financiero y los grandes propietarios de tierras. El CEA estaba integrado por un grupo de empresarios que se mantuvo en alrededor de 30 a lo largo de su existencia, designados por un comité de nominación. Para integrarlo era condición indispensable ser presidente de la empresa a la que representaba.
En 1975 apoyó al ministro de Economía Celestino Rodrigo, bajo la presidencia de María Estela Martínez de Perón (1974-1976).[cita requerida]La financiación patronal fue un elemento crucial en la crisis que condujo al golpe de estado en marzo de 1976 contra el gobierno. Los patrones especialmente aquellos ligados a sectores económicos más concentrados, no solo financiaron campañas mediáticas y huelgas patronales que desestabilizaron al país, sino que también apoyaron a grupos militares que buscaban el derrocamiento del gobierno.
El CEA desempeñó un rol protagónico en la preparación del golpe militar del 24 de marzo de 1976 y en la posterior organización del área económica de la dictadura militar. Su presidente José Alfredo Martínez de Hoz fue designado Ministro de Economía y ejerció gran poder hasta 1980. Durante el Proceso de Reorganización Nacional algunos de sus miembros, como el propio Martínez de Hoz, estuvieron involucrados personalmente en delitos de lesa humanidad, principalmente cometidos contra empresarios competidores o sindicalistas. (Ver: Terrorismo de Estado en Argentina en las décadas de 1970 y 1980#José Alfredo Martínez de Hoz). La política económica de la dictadura basada en el libre mercado incluyó recetas del fondo Monetario Internacional, benefició a un grupo selecto de monopolios y comenzó un proceso de endeudamiento récord.
Durante el gobierno democrático de Raúl Alfonsín (1983-1989) el CEA mantuvo un enfrentamiento con otra organización patronal de carácter informal formada en la década del '80 conocida como los Capitanes de la Industria.
Durante los gobiernos de Carlos Menem (1989-1999) y Fernando de la Rúa (1999-2001) el CEA volvió a tener una gran influencia en el gobierno, inspirando y elaborando planes concretos para aplicar las recomendaciones del Consenso de Washington, las privatizaciones, la apertura económica y la convertibilidad que caracterizó la década del '90.
Con el colapso económico-político-social que llevó a la renuncia del presidente De la Rúa en 2001 y la devaluación del peso argentino en 2002, el CEA perdió rápidamente influencia. Ese mismo año el CEA decidió autodisolverse y crear una nueva organización patronal con el nombre de Asociación Empresaria Argentina (AEA) está última presidida desde e entonces por Luis Pagani, formó el triángulo de poder de la Asociación Empresaria Argentina (AEA) junto a Héctor Magnetto (Grupo Clarín) y Paolo Rocca (Techint). AEA mantubo una militante posición política de rechazo al gobierno de Alberto Fernández y de apoyo total al gobierno de Mauricio Macri.

## Asociación Empresaria Argentina (AEA)
La Asociación Empresaria Argentina (AEA) es en muchos aspectos la entidad continuadora del CEA. Su primer presidente fue Oscar Vicente, titular de IDEA (Instituto para el Desarrollo Empresarial Argentino). Su gestión de lobby para que el Estado creara un seguro de cambio para solventar las deudas del sector empresario fracasó y debió renunciar. Fue elegido entonces como presidente de la AEA Luis Pagani, presidente de la empresa Arcor, y vicepresidente Mario Castro, de Unilever.
La AEA se diferenció del CEA por ampliar el espectro de los empresarios que forman parte de la entidad. Por un lado, por primera vez en la historia de las entidades patronales argentinas, se invitó a formar parte a las empresas de medios de comunicación (Grupo Clarín y La Nación). También se incorporó a un banco extranjero, el Banco de Boston, a un contratista del Estado como Aldo Roggio, a Paolo Rocca, al Grupo Quilmes con gran presencia del capital brasileño, a la empresa petrolera española Repsol YPF, a los empresarios tradicionales Enrique Pescarmona y Sebastián Bagó, y a la propietaria del holding cementero Loma Negra, María Amalia Lacroze de Fortabat, quien poco después vendió la empresa.

## Autoridades y miembros
Presidentes:
- 1967-1969: Carlos Dietl (PASA Petroquímica)
- 1969-1971: Ricardo Grüneisen (Astra)
- 1971-1974: ?
- 1974-1976: José Alfredo Martínez de Hoz (Acindar)
- 1976-1978: Luis García (Celulosa Argentina)
- 1978-1983: Gottelli (Banco de Italia y Río de la Plata)
- 1983-1987: Carlos Dietl (PASA Petroquímica)
- 1987-1989: Federico Zorraquín (Garovaglio)
- 1989-1991: Francisco Soldati (Sociedad Comercial del Plata)
- 1991-1993: Armando M. Braun (Banco General de Negocios)
- 1993-1997: Enrique Ruete Aguirre (Banco Roberts)
- 1997-1999: Santiago Soldati (Sociedad Comercial del Plata)
- 1999-2002: Manuel Sacerdote (Banco de Boston)